# Tros de Narriu de Tarrufa
El Tros de Narriu de Tarrufa és un paratge de camps de conreu del terme municipal de Conca de Dalt, a l'antic terme d'Hortoneda de la Conca, al Pallars Jussà, en territori que havia estat del poble d'Herba-savina.
Està situat a prop i al sud d'Herba-savina, a la dreta del riu de Carreu, i al nord del Camí de Carreu. És entre la llau del Canalot, a ponent, i la llau dels Bancals, a llevant. És al nord de les Llaus.